# ابن عربی و عرفان نظری
ابن عربی و عرفان نظری (انگلیسی: Ibn Arabi and theoretical mysticism)، محیی‌الدین ابن عربی از بزرگان متصوفه، به تکمیل «عرفان نظری» همت گماشته‌است.

## عرفان نظری
ابن عربی از پر کارترین مؤلفان اسلامی بوده‌است، و ۹۰۰ کتاب و رساله به او نسبت داده‌اند.
قطعاً بسیاری از عناصر عرفان نظری در اندیشه‌های عرفا و حکمای پیشین وجود دارد، اما بی شک ابن عربی و اتباع او بودند که به آن سامان دادند و اصول و ارکان و مسائل آن را به تفصیل تحقیق کردند و به تحریر در آوردند. دو اثر مهم ابن عربی، یعنی «فتوحات مکیه» و «فصوص‌الحکم» مهمترین متون عرفان نظری هستند. 

## فصوص الحکم
در میان آثار عرفانی ابن عربی، کتاب فصوص الحکم از ویژگی‌های خاصی برخوردار است. این اثر عمیق بسیاری از دقایق معارف دینی و اسرار و رموز عرفان نظری را بیان نموده‌است و تأثیر غیرقابل انکاری در سیر اندیشه معنوی مسلمانان نهاده و سال‌های متمادی در مجامع علمی از مهم‌ترین کتب درسی در عرفان نظری به‌شمار آمده‌است. همچنین سالیان درازی استادان این فن در سطوح بسیار عالی به تدریس آن پرداخته، و شارحان بسیاری با نهایت دقت به شرح مشکلات و توضیح اشارات و کنایات آن همت گماشته‌اند.
پس از ابن عربی اصول عرفان وی همواره محل تأمّل و موضوع بررسی عرفان پژوهان بزرگ قرار گرفته‌است، شارحان برجسته بسیاری به شرح و بررسی، و نقد اندیشه‌های عرفانی او پرداخته، در این زمینه آثار گران‌سنگ فراوانی به رشته تحریر درآورده‌اند.